# Lansana Diané
Pour les articles homonymes, voir Diané.
Le général Lansana Diané (1922-1985) est un homme politique guinéen, plusieurs fois ministre sous la présidence d'Ahmed Sekou Touré, pendant la Première République. Il est exécuté en 1985 par la junte militaire qui prend le pouvoir après la mort de Sékou Touré.

## Début de carrière
Diané est un Malinké, comme beaucoup de personnalités politiques et militaires dans l'entourage de Sekou Touré. Il devient l'un des chefs du Rassemblement démocratique africain (RDA) en Guinée dans la préparation à l'indépendance de la France en 1958. Lors d'une réunion en janvier 1957, il accuse l'Église d'avoir collaboré avec les autorités coloniales. Il déclare également qu'il faudrait se débarrasser de l'État et l'Église qui ne conviennent pas, selon lui, à la mentalité africaine. 
Après l'indépendance, Diané est nommé gouverneur de la région de Kankan, puis de celle de Nzérékoré. 
En 1960, le général Diané est le chef du contingent guinéen de l'Opération des Nations unies au Congo (ONUC), mais son unité est retirée par Sékou Touré après la mort de Patrice Lumumba au début de 1961, le président guinéen considérant que les Nations Unies n'avaient pas suffisamment protégé le dirigeant congolais.  

## Ministre du Cabinet
À son retour en Guinée, le général Diané est nommé gouverneur de la région de Labé, où il contribue à réprimer la résistance persistante au gouvernement de Sékou Touré.
En novembre 1965, il devient ministre de l'Armée populaire et du Service civique.
En septembre 1966, il accompagne Ismaël Touré, ministre du Développement économique et des Travaux publics, lors d'une visite en Allemagne. En août 1968, il retourne à Bonn, où il rencontre son homologue.  
À la suite de l'Opération Mer Verte, une tentative infructueuse des troupes portugaises de renverser le régime en novembre 1970, de nombreux opposants à Touré sont arrêtés et emprisonnés au camp Boiro. Diané est capturé lors du raid, mais réussit à s'échapper. Il participe activement aux simulations de procès et aux exécutions qui suivent. Il dirige notamment un comité révolutionnaire chargé de l'interrogatoire des prisonniers. 
Inspecteur général du Parti, il fait partie, en mai 1972, des membres du bureau politique national qui accueille Fidel Castro lors de sa venue en Guinée. 
Du 24 juillet 1976 au 1er juin 1979, il est ministre de la Justice. Dans le cabinet formé le 1er juin 1979, il devient ministre de l'Armée populaire.  

## Chute politique
Après la mort de Sékou Touré le 26 mars 1984, le gouvernement tente de conserver le pouvoir. Les rumeurs d'un coup d'État militaire ayant circulé, il envoie Diané au quartier général de l'armée le 2 avril pour tenter d'en dissuader les dirigeants. Diané attribue tous les abus à Touré, argumentant que ses ministres seraient morts s'ils s'étaient opposés à lui. Cependant, il échoue à les convaincre et, cette nuit-là, l'armée prend le contrôle du pays. Le général Diané est emprisonné par le gouvernement de Lansana Conté après le coup d'État et exécuté à Kindia en 1985.